# George Mandel-Mantello

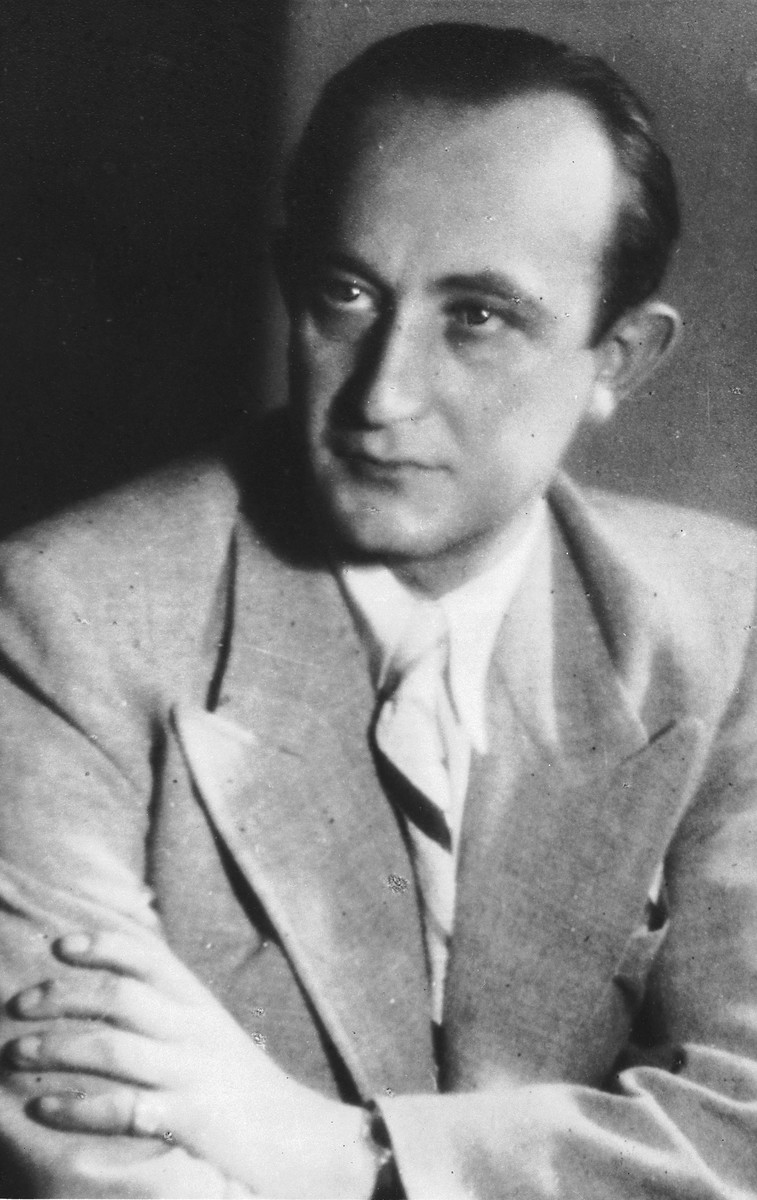
George Mantello

George Mandel-Mantello (geboren 11. Dezember 1901 in Lechnitz, Bistrița, Siebenbürgen, Österreich-Ungarn; gestorben 25. April 1992 in Rom) war von 1942 bis 1945 „Erster Sekretär des Konsuls“ der Republik El Salvador in Genf.

## Leben
Der Textilfabrikant György Mandl war 1938 beim Anschluss Österreichs in Wien, 1939 bei der Besetzung der Resttschechei war er in Prag. Er wusste, wozu die Nazis fähig waren, deshalb widmete er sich der Rettung von Juden vor der Shoa. György Mandl war Attaché von Karl II. von Rumänien beim ungarischen Reichsverweser Miklós Horthy. 1939 nahm er die salvadorianische Staatsbürgerschaft an und war im salvadorianischen Konsulat in Bukarest tätig.
Der Teil Rumäniens, in welchem György Mandls Familie wohnte, gehörte nach dem Zweiten Wiener Schiedsspruch am 30. August 1940 wieder zu Ungarn. Ende 1941 war Mandel-Mantello in Bukarest. El Salvador brach die Beziehungen zu Rumänien ab, und Mandl musste Ungarn verlassen. Mandl wurde in Rijeka von der Gestapo verhaftet, er war in Zagreb einige Monate in Gefangenschaft. Über Bukarest gelang ihm die Flucht nach Genf. Begraben wurde er auf dem Har HaMenuchot.

## Erster Sekretär des Konsuls
Im August 1942 gab ihm der Konsul von El Salvador Arturo Castellanos Asyl und den Namen George Mandel-Mantello.
Mit Zustimmung der Regierung El Salvadors stellte Mandel als Honorarkonsul von El Salvador gebührenfrei etwa 10.000 Nationalitätsbescheinigungen für El Salvador aus.
Mit diesen Nationalitätsbescheinigungen konnte nicht wie mit Reisepässen ausgereist werden, sie dienten jedoch als Schutzbriefe des ICRC.
Weil die Republik El Salvador in Ungarn keine Vertretung hatte, erkundigte sich die salvadorianische Regierung am 4. Juli 1944 bei der Schweizer Regierung, ob die Salvadorianer durch das Schweizer Konsulat in Budapest vertreten werden können.
Nach der Zustimmung der Schweizer Regierung sandte der salvadorianische Außenminister folgendes Telegramm: „An Ihre Exzellenz Minister Marcel Pilet-Golaz, Bundesrat, Leiter des Bundesamtes in Bern, wir danken für die großzügige Ehrerbietung, die Bürger El Salvadors in juristischer und bezüglich privater Interessen in Ungarn zu vertreten.“ Später wurden viele der Blankourkunden nach Budapest gesendet, wo der Schweizer Vizekonsul Carl Lutz, für Tausende Juden Schutz in einer verlassenen Glasfabrik organisierte.

## Veröffentlichung der Vorgänge in Auschwitz
Mantello erhielt über den rumänischen Botschaftsrat in Bern, Florian Manoliu, von Miklós (Moshe) Krausz, dem Vertreter der Jewish Agency in Budapest, eine gekürzte Fassung des Vrba-Wetzler-Berichts, der detailliert über die Vorgänge in Auschwitz berichtete, zusammen mit einem Memorandum zur Ghettoisierung und Deportation von Juden in einigen Teilen Ungarns vom 19. Juni 1944. Mantello handelte unabhängig von den Schweizer und internationalen jüdischen Organisationen, er verteilte das von Krausz erhaltene Material an führende Schweizer Religionsführer, Politiker, Akademiker und Journalisten.
Die Ungarisch sprechende Sekretärin von Walter Garret, dem Zürcher Korrespondenten der The Exchange Telegraph Co. Ltd., übersetzte die Dokumente ins Englische. Mit dieser Öffentlichkeitsarbeit 1944 versuchte Mantello, die von Adolf Eichmann forcierte Deportation der Juden von Budapest nach Auschwitz aufzuhalten.
Die Veröffentlichung führte dazu, dass sich Franklin D. Roosevelt, Gustav V. (Schweden) und der Nuntius Angelo Rotta im Auftrag von Pius XII. für die ungarischen Juden bei Miklós Horthy einsetzten. Mantello überzeugte den König von Schweden, Raoul Wallenberg nach Ungarn zu senden, um für die Juden mit schwedischen Pässen exterritoriale Einrichtungen zu schaffen.